# تروگلوبیت
تروگلوبیت (انگلیسی: List of troglobites) نوعی گونه (زیست‌شناسی) حیوانی است که به شدت به زیستگاه‌های زیرزمینی مانند غارها وابسته است. اینها جدا از گونه‌هایی هستند که عمدتاً در زیستگاه‌های بالای زمین زندگی می‌کنند، اما می‌توانند در زیر زمین نیز زندگی کنند مانند (اتروگلوفیل‌ها) و گونه‌های (نیمه‌غارزی‌ها که فقط بازدیدکنندگان غار هستند، تروگلوبیت‌های ساکن در خشکی را می‌توان به عنوان غارخشکی‌زی نامید، در حالی که گونه‌های آبزی را می‌توان غارآبزی نامید، اگرچه برای این جانوران اصطلاح «Stygobite» ارجح است.